# Urasomus
Urasomus is een kevergeslacht uit de familie van de boktorren (Cerambycidae). De wetenschappelijke naam van het geslacht werd voor het eerst geldig gepubliceerd in 2012 door Adlbauer.

## Soorten
Urasomus is monotypisch en omvat slechts de volgende soort:
- Urasomus elongatissimus Adlbauer, 2012